# エディス・ミッチェル・プレルウィッツ
エディス・ミッチェル・プレルウィッツ（Edith Mitchill Prellwitz, 1864年または1865年1月28日 - 1944年）は、アメリカ合衆国の画家である。画家のヘンリー・プレルウィッツと結婚した。人物画や文学作品を題材にした作品を描いた。

## 略歴
ニュージャージー州エセックス郡のサウスオレンジ(South Orange)で生まれた。結婚前の姓がミッチェルで父親は裕福な実業家であった。
1883年からアート・スチューデンツ・リーグ・オブ・ニューヨークでGeorge de Forest Brush: 1855–1941) やウィリアム・メリット・チェイスに学んだ.。1887年からそれまで女性を入れなかったヌードを描く授業のある「life drawing」のクラスに女性の入学が許され、その最初の学生の一人になった。
1889年に女性芸術家の作品の販売する機会を提供することを目指して作られた美術家グループ「ウーマンズ・アート・クラブ・オブ・ニューヨーク」の創立会員になり、同じ年にパリに留学し私立の美術学校アカデミー・ジュリアンに入学し、ウィリアム・アドルフ・ブグローやギュスターヴ＝クロード＝エティエンヌ・クルトワもとで1年半の間学び、パリで展覧会に出展した。
フランスから帰国するとニューヨーク、マンハッタンのHolbein Studios buildingにスタジオを開いた。1894年に近くにスタジオを開いていた画家のヘンリー・プレルウィッツ（Henry Prellwitz (1865–1940）と結婚後も画家を続けることを約束して結婚し、息子も生まれた。1894年にはナショナル・アカデミー・オブ・デザイン（NAD）の展覧会で、若手の芸術家の作品に贈られるHallgarten Prizeの2等を受賞した。翌年その年の最も優れた女性画家の作品に贈られるNADのノーマン・W・ダッジ賞(Norman W. Dodge Prize)を受賞した。
1899年からプレルウィッツ夫妻は友人の画家のアーヴィング・ラムゼー・ワイルズらが活動していたロングアイランドのペコニック湾の海岸で過ごすようになり、1914年からそこに家を建て、野外で風景を描いたり、スタジオで描いたりした。
エディス・ミッチェル・プレルウィッツは海などを描いた風景画や静物画や家庭内の情景、人物画を描いた。絵画のスタイルは多様で印象派風やトーナリズム風であったりした。
1901年にニューヨーク州バッファロー で開かれた国際博覧会の展覧会に参加し、メダルを受賞した。1929年に、女性芸術家に贈られるNADのジュリア・A・ショー記念賞(Julia A. Shaw Memorial Prize)を受賞した。
晩年プレルウィッツ夫妻の作品は時代遅れになり、没後忘れられた存在となったが20世紀末になって再評価された。

## 作品

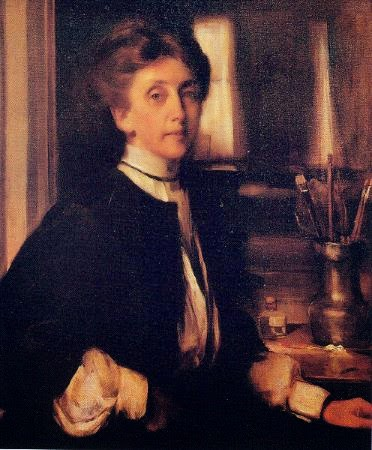
自画像 (1909)
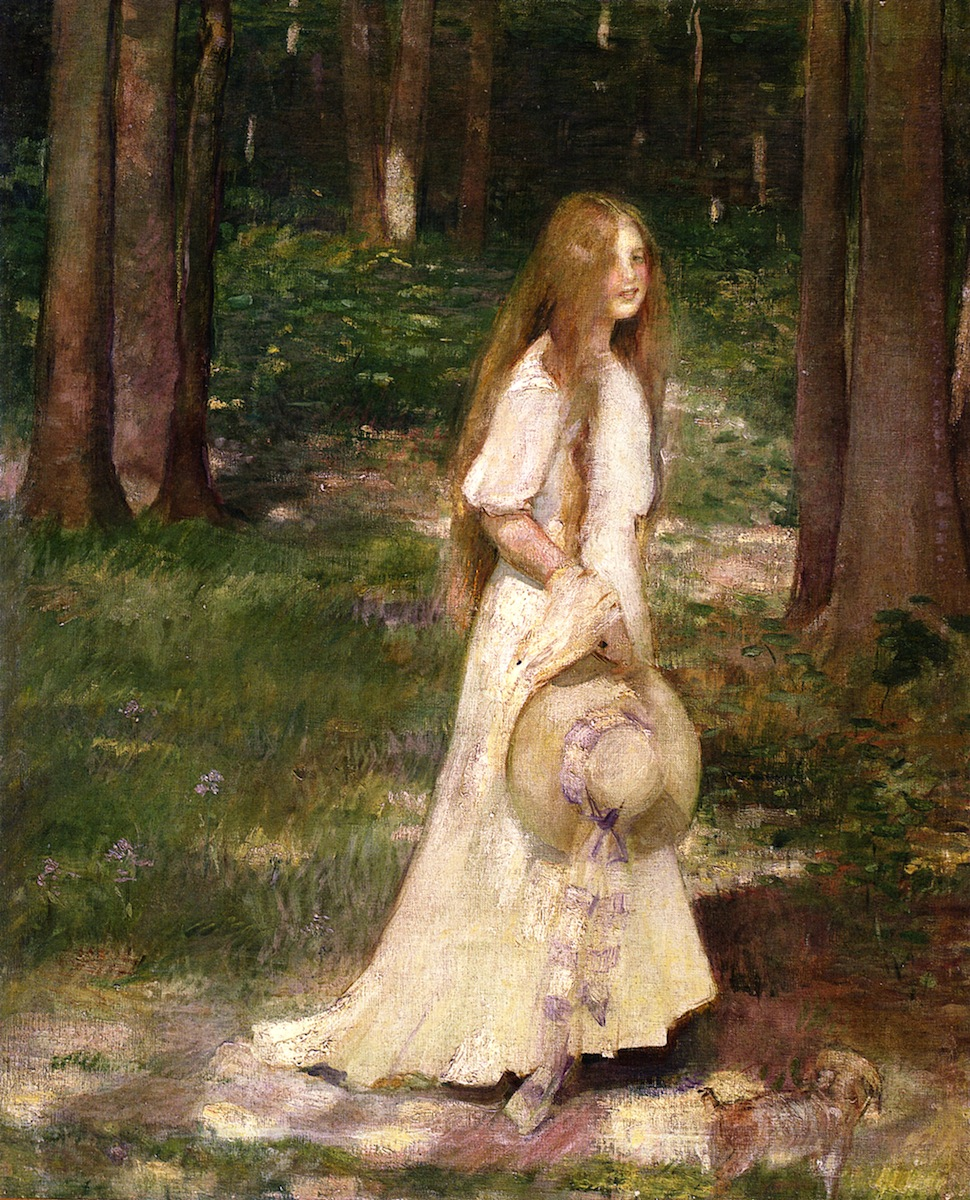
「早朝」(c.1900)、個人蔵